# Sân bay Marudi
Sân bay Marudi (IATA: MUR, ICAO: WBGM) là một sân bay ở Marudi, một thị xã ở bang Sarawak của Malaysia. Sân bay này có 1 đường băng dài 998 m bề mặt nhựa đường.

## Các hãng hàng không và các tuyến điểm
- MASwings (Bario, Long Akah, Long Banga, Long Lellang, Long Seridan, Miri)
- Layang Layang Aerospace (bay thuê bao và vận tải hàng hóa)
- Hornbill Skyways (bay thuê bao)

Các hãng hàng hóa
- MASwings
- Layang Layang Aerospace

Các hãng trước đây
- FlyAsianXpress
- Malaysia Airlines